# Галстян, Погос Артушович
Пого́с Арту́шович Галстя́н (арм. Պողոս Արտուշի Գալստյան; род. 10 января 1961, Ереван) — советский и армянский футболист, полузащитник, российский тренер. Мастер спорта СССР (1983).

## Карьера

### Клубная
С 1982 по 1991 (с перерывами) играл в Высшей лиге чемпионата СССР за ереванский «Арарат». С 1989 по 1990 год выступал за «Котайк» Абовян. В 1992 году играл в составе многократного чемпиона Армении клуба «Киликия» (тогда он именовался АОСС). В 1992—1994 годах играл в Ливане, в команде армянской общины «Оменетмен» (Бейрут).

### В сборной
В составе главной национальной сборной Армении сыграл один раз 16 июля 1994 года в товарищеском матче со сборной Мальты в Ереване.

### Тренерская
С 2005 по 2006 год занимал должность главного тренера в клубе «Ника» Москва, в 2007 году работал тренером в клубе «Луч-Энергия». В 2008 году перешёл на тренерскую должность в «Кубань», а 10 августа того же года, после увольнения Сергея Павлова, был назначен исполняющим обязанности главного тренера команды, которая провела первый официальный матч под его руководством уже 12 августа против ростовского СКА (3:0). После назначения 1 октября на должность главного тренера «Кубани» Олега Протасова Галстян остался в тренерском штабе в качестве одного из помощников главного тренера. В конце мая 2009 года Галстян покинул «Кубань» по семейным обстоятельствам. 7 июля 2009 года был заявлен в качестве главного тренера московского клуба «Ника», в котором уже работал ранее. 10 августа 2009 года в качестве старшего тренера вернулся в «Кубань», в которой за день до этого был отправлен в отставку Сергей Овчинников. По завершении сезона оставил пост, а затем покинул «Кубань» и вернулся в «Нику». 12 декабря 2010 года в Москве окончил 240-часовое обучение на тренерских курсах и получил лицензию Pro.
В 2012 и 2013 годах — в «Химках», с перерывом на работу главным тренером в казахском ФК «Акжайык».
В 2014 году вошёл в тренерский штаб «Урала», где был помощником Александра Тарханова. В ноябре 2015 года возглавил тренерский штаб молодёжной команды «Урала».

## Статистика
| Сезон   | Клуб                  | Матчи | Голы |
| ------- | --------------------- | ----- | ---- |
| 1982    | Арарат                | 30    | 8    |
| 1983    | Арарат                | 24    | 1    |
| 1984    | Арарат                | 3     | 0    |
| 1985    | Карабах (Степанакерт) | 11    | 5    |
| 1986    | Арарат                | 29    | 3    |
| 1987    | Арарат                | 10    | 2    |
| 1988    | Арарат                | 13    | 0    |
| 1989    | Арарат                | 2     | 0    |
| 1989    | Котайк                | 38    | 13   |
| 1990    | Котайк                | 26    | 0    |
| 1991    | Арарат                | 15    | 1    |
| 1992    | АОСС                  | 33    | 26   |
| 1992/93 | Оменетмен             | ?     | ?    |
| 1993/94 | Оменетмен             | ?     | ?    |
| 1994    | Котайк                | 15    | 3    |

## Достижения
- игрока:
- АОСС
  - Чемпион Армении: 1992
  - Обладатель Кубка Армении: 1992
- тренера:
- «Кубань»
  - Серебряный призёр в Первом дивизионе России (выход в Высший дивизион): 2008

## Личная жизнь
Сын Погоса — Артуш Галстян — также футболист, родился 22 января 1990 года, играл на позиции полузащитника в молодёжном составе «Кубани».